# Praxillella assimilis
Praxillella assimilis är en ringmaskart som först beskrevs av McIntosh 1885.  Praxillella assimilis ingår i släktet Praxillella och familjen Maldanidae. Inga underarter finns listade i Catalogue of Life.